# Muzeum Komunikacji Miejskiej w Łodzi
Muzeum Komunikacji Miejskiej MPK-Łódź – muzeum o tematyce tramwajowo-autobusowej przy ulicy Wierzbowej 51 w Łodzi.
Muzeum zostało otwarte 22 września 2006 z inicjatywy Miejskiego Przedsiębiorstwa Komunikacyjnego – Łódź Sp. z o.o. przy udziale Klubu Miłośników Starych Tramwajów w Łodzi. Stanowi kontynuację działającej od 1977 Izby Tradycji MPK (w latach 70. nazywała się Izbą Tradycji i Perspektyw).
Wśród zgromadzonych eksponatów znalazły się fotografie upamiętniające ponad 100 lat komunikacji miejskiej w Łodzi, bilety, tablice informacyjne, elementy wyposażenia tramwajów oraz wiele innych przedmiotów. Zbiory muzeum obejmują również zabytkowy tabor tramwajowy i autobusowy.